# Sado-Maulwurf
Der Sado-Maulwurf (Mogera tokudae) ist eine Säugetierart aus der Gattung der Ostasiatischen Maulwürfe innerhalb der Maulwürfe (Talpidae). Er kommt nur auf der zu Japan gehörenden Insel Sado vor, die vor der Westküste Honshūs liegt. Die Tiere bewohnen verschiedene Lebensräume, sind aber häufig an Überflutungsebenen mit mächtigen, lockeren Böden gebunden. Es handelt sich um einen großen Vertreter der Ostasiatischen Maulwürfe. Wie diese wird er durch einen zylindrischen Körper mit kurzem Hals und grabschaufelartigen Vorderbeinen gekennzeichnet. Das Fell ist überwiegend dunkelbraun. Über die Lebensweise liegen kaum Informationen vor. Die Art lebt unterirdisch und ernährt sich von Regenwürmern und Insekten. Sie wurde im Jahr 1940 eingeführt. Teilweise schloss sie auch den Echigo-Maulwurf mit ein, der aber Anfang der 1990er Jahre als eigenständig eingestuft wurde. Der Bestand des Sado-Maulwurfs ist möglicherweise gefährdet.

## Merkmale

### Habitus
Der Sado-Maulwurf ist ein großer Vertreter der Ostasiatischen Maulwürfe, der aber nicht ganz die Ausmaße des nahe verwandten Echigo-Maulwurfs (Mogera etigo) erreicht. Die Kopf-Rumpf-Länge liegt bei 13,2 bis 16,3 cm, die Schwanzlänge bei 2,3 bis 2,8 cm. Der Schwanz entspricht damit etwa 14,1 bis 20,9 % der Länge des übrigen Körpers. Er ist damit verhältnismäßig gleich lang wie beim Echigo-Maulwurf, aber etwas länger als beim Japanischen Maulwurf (Mogera wogura). Das Gewicht variiert von 82,5 bis 120,5 g. Entsprechend den anderen Angehörigen der Gattung besitzt auch der Sado-Maulwurf einen zylindrischen Körper mit kurzem Hals und grabschaufelartigen Vorderbeinen. Die Länge der Hände reicht von 1,8 bis 2,0 cm, die Breite bei 2,1 bis 2,3 cm. Die Hinterfüße werden 2,1 bis 2,2 cm lang. Das Rückenfell weist eine rötlich braune bis nelkenbraune Farbgebung auf. Der Rücken ist etwas dunkler als die Unterseite, die zimtfarben erscheint.

### Schädel- und Gebissmerkmale
Der Schädel ist im Durchschnitt 38,9 mm lang und somit relativ groß, der Hirnschädel hebt sich durch seine kurze, aber weite Form hervor. Die Zwischenaugenregion wirkt relativ breit, im Mittel misst der Schädel dort 8,4 mm. Das Rostrum wiederum ist schmal. Seine Weite an den Molaren beläuft sich auf 10,7 mm, an den Eckzähnen auf 5,1 mm. Die Unterkieferlänge beträgt 25,6 mm. Das Gebiss umfasst insgesamt 42 Zähne, die folgende Zahnformel ergeben: {\displaystyle {\frac {3.1.4.3}{2.1.4.3}}} Es lässt sich aber ein recht hoher Anteil an Individuen von 17,5 % ausmachen, die Zahnanomalien aufweisen. Diese betreffen weitgehend die Prämolaren im Ober - und Unterkiefer, wobei im überwiegenden Fall die jeweils zweiten, selten auch der obere erste betroffen sind. Meist handelt es sich um fehlende Zähne. Die oberen Schneidezähne stehen in einer V-förmigen Anordnung, sie nehmen vom ersten zum letzten an Größe ab. Die unteren Schneidezähne ragen schräg nach vorn. Die Länge der oberen Zahnreihe beläuft sich auf 17,3 mm, die der unteren auf 16,4 mm.

### Skelettmerkmale
Es sind insgesamt 7 Hals-, 13 Brust-, 6 Lenden-, 6 Kreuzbein- und 7 Schwanzwirbel ausgebildet.

### Genetische Merkmale
Der diploide Chromosomensatz lautet 2n = 36. Er besteht aus 5 metazentrischen, 3 submetazentrischen, 5 subtelozentrischen und 4 acrozentrischen Autosomenpaaren. Das Y-Chromosom ist fleckenartig, das X-Chromosom submetazentrisch.

## Verbreitung und Lebensraum

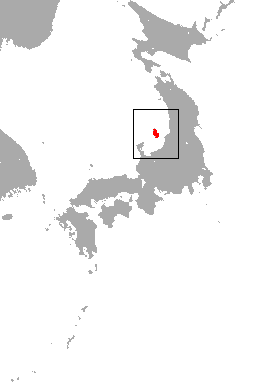
Verbreitungsgebiet des Sado-Maulwurfs

Der Sado-Maulwurf ist lediglich auf der zu Japan gehörenden Insel Sado anzutreffen. Die Insel ist rund 855 km² groß und befindet sich etwa 60 km vor der Westküste der Hauptinsel Honshū, die höchste Erhebung wird mit etwa 1172 m erreicht. Auf der Insel bewohnt die Art eine größere Anzahl von unterschiedlichen Lebensräumen in nahezu allen Höhenlagen. Sie reichen von Wäldern in gemäßigten Lagen über Buschlandschaften bis hin zu Wiesen und Ackerflächen. Meist sind aber Überflutungsflächen mit tiefgründigen Böden aus lockeren Substraten Voraussetzung für die Anwesenheit der Tiere. Ursprünglich wurden auch die Bestände großer Maulwürfe der Echigo-Ebenen in der Präfektur Niigata auf Honshū zum Sado-Maulwurf gezählt, doch gehören diese seit Anfang der 1990er Jahre dem Echigo-Maulwurf (Mogera etigo) als eigene Art an.

## Lebensweise
Über die Lebensweise des Sado-Maulwurfs ist nur wenig bekannt. Er lebt unterirdisch in selbst gegrabenen Gängen und Tunneln. Weitere Informationen zu Aktivitäten, Wanderungen oder Sozialverhalten liegen nicht vor. Die Nahrung besteht hauptsächlich aus Regenwürmern und Insekten. Erstere nehmen rund 75 % der aufgenommenen Nahrungsmenge ein, als Hauptbeute finden sich Angehörige der Gattung Pheretima. Letztere sind mit gut 22 % vertreten, hier haben Heuschrecken wie Gryllotalpa oder Käfer wie Laufkäfer beziehungsweise Blatthornkäfer sowie Larven von Schmetterlingen eine größere Bedeutung. Der Wurf eines Weibchens umfasst 2 bis 3 Jungtiere. An inneren Parasiten wurden überwiegend Fadenwürmer festgestellt. Hierzu gehören Tricholinstowia, Ascarops und Capillaria.

## Systematik
Der Sado-Maulwurf ist eine Art innerhalb der Gattung der Ostasiatischen Maulwürfe (Mogera). Diese besteht aus insgesamt neun Arten und gehört wiederum zur Familie der Maulwürfe (Talpidae). Innerhalb dieser formt sie gemeinsam mit einigen anderen, vorwiegend eurasisch verbreiteten Artengruppen die Tribus der Eigentlichen Maulwürfe (Talpini). Die Tribus fasst die zumeist grabenden Vertreter der Maulwürfe zusammen, andere Mitglieder der Familie leben dagegen nur teilweise unterirdisch, bewegen sich oberirdisch fort oder sind an eine semi-aquatische Lebensweise angepasst. Gemäß molekulargenetischen Untersuchungen bestehen innerhalb der Ostasiatischen Maulwürfe zwei Verwandtschaftslinien, von denen eine die ost- und südostasiatisch-festländischen Vertreter um den Chinesischen Inselmaulwurf (Mogera insularis) einschließt, die andere sich aus den Arten der japanischen Inselwelt um den Japanischen Maulwurf (Mogera wogura) zusammensetzt. Letztere nehmen zusätzlich noch den Ussuri-Maulwurf (Mogera robusta) der Koreanischen Halbinsel und der fernöstlichen russischen Region Primorje auf. Die Teilung der Ostasiatischen Maulwürfe in diese beiden Linien setzte bereits im Oberen Miozän vor etwa 10 bis 8 Millionen Jahre ein. Der Sado-Maulwurf lässt sich in das nähere Verwandtschaftsverhältnis um den Japanischen Maulwurf und somit in die zweite genannte Linie verweisen. Deren weitere Differenzierung erfolgte im Oberen Pliozän und Unteren Pleistozän vor rund 3,6 bis 1,2 Millionen Jahren. Genetisch ist er eng an den Echigo-Maulwurf (Mogera etigo) von den Echigo-Ebenen an der Westküste der japanischen Hauptinsel Honshū gebunden. Nach Ansicht einiger Autoren repräsentieren beide Arten eine frühe Einwanderungswelle der Ostasiatischen Maulwürfe auf den japanischen Inseln, die heute nur noch in den Küstenländern und einigen vorgelagerten Inseln anzutreffen ist. Später eingewanderte Gruppen drangen hingegen in das Inland vor.
Die wissenschaftliche Erstbeschreibung des Sado-Maulwurfs führte Nagamichi Kuroda im Jahr 1940 im Rahmen einer auf Japanisch erschienenen Monographie über die Säugetierfauna Japans durch. Ihm stand dafür ein Individuum von der Insel Sado zur Verfügung, dieses Holotyp-Exemplar ging allerdings 1945 bei einem Brand verloren. Kuroda bezeichnete die neue Form mit Mogera wogura tokudae, womit er sie innerhalb des Japanischen Maulwurfs einordnete. Der Zusatz tokudae bezieht sich auf Mitosi Tokuda, die im Jahr 1933 erstmals ein Exemplar eines Maulwurfs von Sado vorgestellt hatte und das sie ebenfalls dem Japanischen Maulwurf zuschrieb. Gut ein viertel Jahrhundert später, im Jahr 1967, verschob Hisashi Abe während einer Revision den japanischen Insektenfresser den Sado-Maulwurf auf Artebene, da er deutliche Unterschiede zum Japanischen Maulwurf sah. Gleichzeitig integrierte er die großen Maulwürfe der Echigo-Ebenen in den Sado-Maulwurf. Deren Eigenständigkeit wurde wiederum im Jahr 1991 anhand einzelner morphometrischer Abweichungen herausgestellt. Anfängliche genetische Unterschiede konnten jedoch nur bedingt Unterschiede zwischen den beiden Maulwurfsvertretern ausmachen. Jedoch verweisen cytogenetische Studien auf einzelne bedeutende Abweichungen hin. So lautet der diploide Chromosomensatz sowohl beim Sado-Maulwurf als auch beim Echigo-Maulwurf 2n = 36. Differenzen treten bei der Anzahl der Arme der Autosomen (fundamentale Anzahl) auf: bei ersterem kommen insgesamt 60 Arme vor, bei letzterem hingegen 54. Beide Arten werden daher in jüngerer Zeit als eigenständig geführt, so auch im achten Band des Standardwerkes Handbook of the Mammals of the World aus dem Jahr 2018. Unterarten sind nicht bekannt.

## Bedrohung und Schutz
Der Sado-Maulwurf kommt endemisch auf der Insel Sado vor, wo er als häufig gilt. Allerdings ist das Verbreitungsgebiet dadurch recht klein und die Population anfällig für Landschaftsveränderungen. Dies betrifft vor allem die von der Art bevorzugten Überflutungsflächen, die wiederum für den Ackerbau genutzt werden. Der Bestand des Sado-Maulwurfs erfuhr daher in der Vergangenheit einen deutlichen Rückgang. Dieser ist nach Einschätzung der IUCN derzeit abgemildert. Die Naturschutzorganisation führt die Art daher in der Kategorie „potentiell gefährdet“ (near threatened). Die Tiere treten nicht in Schutzgebieten auf.